# Siergiej Tierieszczenko
Siergiej Aleksandrowicz Tierieszczenko (ur. 30 marca 1951 w Lesozawodzku, zm. 10 lutego 2023) – kazachski polityk, w latach 1991–1994 pierwszy premier niepodległego Kazachstanu.